# Neon Jungle
Neon Jungle est un groupe d'électro-pop britannique, originaire de Londres, en Angleterre. Il est formé le 10 février 2013, et composé de quatre membres : Shereen Cutkelvin, Amira McCarthy, Jess Plummer et Asami Zdrenka. 
Elles sont connues pour leur single Braveheart, qui s'est classé 4e dans le UK Singles Chart mais également par leur second single Trouble qui se hisse à la 12e place de ce même classement. Leur premier album intitulé Welcome to the Jungle est sorti pour le 28 juillet 2014. Le groupe décrit sa musique comme « remplie de chaos » et possède une fanbase nommée « Neons ». En juillet 2015, elles annoncent officiellement la séparation du groupe.

## Biographie
Décembre 2012 marque la rencontre entre Shereen Cutkelvin, Amira McCarthy, Jess Plummer et Asami Zdrenka,,. Elles forment, après une série d'auditions, le groupe Neon Jungle le 10 février 2013. Ce nom, choisi en avril 2013, est issu du nom d'un de leurs single, Welcome to the Jungle, qui est également le nom de leur premier album dont la sortie est prévue en juillet 2014). En mai, le groupe enregistre leur single Trouble avant de faire le tour des écoles et des radios de toute l'Angleterre pour mieux se faire connaître. Elles signent alors avec le label américain RCA Records.
Leur premier single Trouble, sort le 30 août 2013. Il entre directement à la 12e position dans le top anglais et se classe deuxième aux Next Big Sound. Jessie J les remarque et elles assurent la première partie de trois de ses concerts. Elles interprètent également Trouble au Victoria's Secret Fashion Show le 10 décembre 2013 qui est diffusé aux États-Unis puis dans 180 autres pays. À la suite de cet événement, le groupe acquiert une popularité mondiale et son single Trouble se retrouve directement en neuvième position dans le US Billboard Dance/Electronique. Leur deuxième single, Braveheart, est publié au Royaume-Uni le 19 janvier 2014. La chanson a culminé à la quatrième position dans le UK Single Chart, le premier Top 5 du groupe. Le troisième single est Welcome to the Jungle, sorti le 20 avril et composé par soFLY & Nius. Le 5 juin sort le clip vidéo de Louder. Ce single est d'un style différent des précédents : la mélodie est plus douce. Banks les accuse de reprendre son titre Waiting Game sur leur album sans son accord, ce à quoi un représentant du groupe refuse de répondre.
En 2014, elles signent un contrat avec l'agence Storm,. Le 6 juillet 2015, elles annoncent officiellement, via Facebook, la séparation du groupe.

## Membres

### Shereen Cutkelvin
Originaire de Lanark en Écosse, Shereen Cutkelvin est née le 2 décembre 1996. Elle est à moitié bélizienne. Avant Neon Jungle, elle postait des vidéos d'elle chantant sur YouTube.

### Amira McCarthy
Amira McCarthy est née le 2 février 1996 à Londres au Royaume-Uni. Sa mère est originaire de la Gambie et son père de la Jamaïque. Elle a toujours su que la scène était quelque chose qu'elle voulait faire. Elle s'est rendu compte qu'elle était faite pour la musique et non pour la comédie ou la danse quand elle a participé à un concours de chant dans son école Westminster Academy. 

### Jess Plummer
Jessica Kate Plummer est née le 16 septembre 1992. Elle est d'origine jamaïcaine par son père mais vit à Londres, au Royaume-Uni. Elle a déjà travaillé en tant qu'actrice : elle est apparue dans deux épisodes de la série Sorciers vs Aliens (Wizards vs Aliens) sur CBBC. 

### Asami Zdrenka
Asami Zdrenka est née le 15 septembre 1995 au Japon, mais vit désormais au Royaume-Uni (à Suffolk). Elle est japonaise du côté de sa mère et anglaise du côté de son père. Elle dit qu'elle a toujours aimé chanter, et quand elle était enfant, son père l'emmenait fréquemment en vacances au Japon, et il la faisait chanter devant toute sa famille. Sa mère était chanteuse et son grand-père a réalisé quelques albums au Japon. 

## Discographie

### Albums studio
| Titre                      | Détails                                                                                              |
| -------------------------- | --- |
| Welcome to the Jungle (en) | - Date de sortie : 28 juillet 2014 - Label : Sony Music, RCA - Format : Téléchargement numérique, CD |

### Singles
| Année | Titre                                             | Meilleure position | Meilleure position | Meilleure position | Meilleure position | Meilleure position | Meilleure position | Meilleure position | Détails               |
| Année | Titre                                             | FRA                | UK                 | AUS                | IRL                | SCO                | CAN                | US Dance ,         | Détails               |
| ----- | ------------------------------------------------- | ------------------ | ------------------ | ------------------ | ------------------ | ------------------ | ------------------ | ------------------ | --------------------- |
| 2013  | Trouble                                           | —                  | 12                 | —                  | —                  | 4                  | 93                 | 18                 | Welcome to the Jungle |
| 2014  | Braveheart                                        | —                  | 4                  | 19                 | 20                 | 2                  | —                  | —                  | Welcome to the Jungle |
| 2014  | Welcome to the Jungle                             | —                  | 7                  | —                  | 46                 | 4                  | —                  | —                  | Welcome to the Jungle |
| 2014  | Louder                                            | —                  | 14                 | —                  | 86                 | 6                  | —                  | —                  | Welcome to the Jungle |
| 2014  | Can't Stop the Love (featuring Snob Scrilla (en)) | —                  | 32                 | —                  | —                  | —                  | —                  | —                  | Welcome to the Jungle |

## Tournées
- Jessie J - Alive Tour (2013) (en première partie à Birmingham, Sheffield, et Aberdeen uniquement)

## Distinctions
- 2014 : Glamour Women of the Year Awards - groupe de l'année (nommé)
- 2014 : Kids' Choice Awards - artiste anglais préféré[26] (nommé)